# Wim Hendriks
Wilhelmus „Wim” Hendriks (ur. 19 kwietnia 1930 w Amsterdamie, zm. 24 marca 1975) – holenderski piłkarz grający na pozycji obrońcy. W swojej karierze rozegrał 3 mecze w reprezentacji Holandii.

## Kariera klubowa
Swoją karierę piłkarską Hendriks rozpoczął w klubie SBV Vitesse. Zadebiutował w nim w 1946 roku. W 1954 roku odszedł do De Graafschap, w którym w 1955 roku zakończył karierę.

## Kariera reprezentacyjna
W reprezentacji Holandii Hendriks zadebiutował 14 maja 1952 roku w zremisowanym 0:0 towarzyskim meczu ze Szwecją, rozegranym w Amsterdamie. W tym samym roku był w kadrze Holandii na igrzyska olimpijskie w Helsinkach. Od 1952 do 1953 roku rozegrał w kadrze narodowej 3 mecze.